# Дискография продюсирования Pi’erre Bourne
В данном списке представлены песни, которые были спродюсированы американским продюсером и рэпером Pi'erre Bourne.

## 2017

### Trippie Redd-A Love Letter to You
- 07. «Poles 1469» (при участии 6ix9ine)[1]

### Playboi Carti- Playboi Carti[2]
- 02. «Magnolia»
- 04. «Wokeuplikethis»
- 05. «Let It Go»
- 10. «dothatshit!»
- 11. «Lame Niggaz»
- 12. «Yah Mean»

### Lil Uzi Vert-Luv Is Rage 2[3]
- 13. «X» (спродюсирован вместе с Metro Boomin)

## 2018

### 6ix9ine-Day69
- 02. «Gummo»[4]
- 10. «Gummo (Remix)» (совместно с Offset)

### Lil Yachty-Lil Boat 2[5]
- 06. «Count Me In»
- 15. «Whole Lotta Guap»

### Famous Dex-Dex Meets Dexter[6]
- 01. «DMD»

### Playboi Carti-Die Lit[7]
- 02. «R.I.P.»
- 04. «Old Money»
- 05. «Love Hurts» (при участии Трэвис Скотта) (спродюсирован вместе с Playboi Carti)
- 07. «Right Now» (при участии Pi'erre Bourne)
- 08. «Poke It Out» (совместно с Ники Минаж)
- 09. «Home (KOD)»
- 10. «Fell in Luv» (при участии Bryson Tiller)
- 11. «Foreign»
- 12. «Pull Up»
- 13. «Mileage» (при участии Chief Keef)
- 14. «FlatBed Freestyle»
- 16.	«Middle of the Summer» (при участии Red Coldhearted)
- 17. «Choppa Won't Miss» (при участии Янг Тага)
- 18. «R.I.P. Fredo (Notice Me)» (при участии Young Nudy)
- 19. «Top»

### Pusha T-Daytona[8]
- 05. «Santeria» (спродюсирован вместе с Канье Уэстом и Mike Dean)

### Канье Уэст-Ye[9]
- 02. «Yikes»

## 2019

### Pi'erre Bourne иYoung Nudy-Sli’merre[10]
- 01. «Long Ride»
- 02. «Mister» (при участии 21 Savage)
- 03. «Sunflower Seeds»
- 04. «Hot Wings»
- 05. «Shotta» (при участии Megan Thee Stallion)
- 06. «Dispatch» (при участии DaBaby
- 07. «Black Hippie, White Hipster»
- 08. «Extendo» (при участии Lil Uzi Vert)
- 09. «Gas Station»
- 10. «Swisher Backwood»
- 11. «Call Dat Bitch Homicide»
- 12. «Joker»

### Lil Keed-Long Live Mexico
- 05. «Million Dollar Mansion» (при участии Янг Тага)

### Trippie Redd-A Love Letter to You 4[11]
- 13. «The Grinch»
- 15. «RMP»
- 16. «M’s» (при участии Lil Yachty и Pi’erre Bourne)

### Канье Уэст-Jesus Is King
- 05. «On God»[12]

### Янг Таг-So Much Fun[13]
- 05. «Light It Up»
- 06. «Surf» (при участии Gunna)
- 08. «Lil Baby»
- 12. «I'm Scared» (при участии 21 Savage и Doe Boy)

### Янг Таг - So Much Fun (Deluxe)
- 01. «Diamonds» (при участии Gunna)

## 2020

### Lil Yachty-Lil Boat 3
- 12. «Range Rover Sports Truck» (при участии Lil Keed)[14]

### Trippie Redd - A Love Letter to You 4 (Deluxe)
- 03. «YELL OH» (при участии Янг Тага)
- 05. «OTF KNIGHTMARE» (при участии Lil Durk и G Herbo)
- 06. «Even Steven»
- 07. «Amazinggg» (при участии SahBabii)

### Lil Uzi Vert-Lil Uzi Vert vs. the World 2[15]
- 03. «Bean (Kobe)» (при участии Chief Keef)	(спродюсирован вместе с Adrian Styles)
- 04. «Yesssirskii» (совместно с 21 Savage)
- 05. «Wassup» (при участии Фьючера)
- 12. «Money Spread» (при участии Young Nudy)

### Амине-Limbo (Deluxe)
- 01. «Mrs. Clean»

### Playboi Carti -Whole Lotta Red
- 18. «Place»
- 21. «ILoveUIHateU»

## 2021

### Juice WRLDи Янг Таг
- «Bad Boy»

### Pi’erre Bourne -The Life of Pi’erre 5
- 01. «Intro»
- 02. «Switching Lanes» (при участии Playboi Carti)
- 03. «HULU»
- 04. «Couch»
- 05. «42»
- 06. «Biology 101»
- 07. «YNS»
- 08. «Sossboy 2» (при участии Lil Uzi Vert)
- 09. «Practice»
- 10. «40 Clip»
- 11. «Retroville»
- 12. «Drunk And Nasty» (при участии Sharc)
- 13. «Amen»
- 14. «Groceries»
- 15. «Butterfly»
- 16. «4U»

### Янг Таг -Punk
- 07. «Rich Nigga Shit» (при участии Juice WRLD) (спродюсирован вместе с Канье Уэстом)